# Hedychrum rutilans
Hedychrum rutilans ist eine Art aus der Familie der Goldwespen (Chrysididae).

## Merkmale
Die Wespen erreichen eine Körperlänge von 4 bis 10 mm. Kopf und Thorax sind metallisch grün gefärbt und weisen kupferfarbene bzw. rote Flecken auf. Beide Körperteile sind hell behaart. Der Hinterleib ist metallisch rot schimmernd.

## Vorkommen
Die Art kommt in Mittel- und Nordeuropa vor. Sie besiedelt trockene und temperaturbegünstigte Lebensräume mit Sand und Löss. Die Tiere fliegen von Ende Juni bis September. Sie sind in Mitteleuropa verbreitet anzutreffen.

## Lebensweise
Hedychrum rutilans parasitiert bei Grabwespen der Gattung Philanthus. Die Weibchen legen ihre Eier am Nahrungsvorrat ab; und zwar auch während das Wirtsweibchen Futter in die Brutzellen einbringt. Begegnen sich die beiden Weibchen, verhalten sie sich friedlich. Darüber hinaus ist die Goldwespe durch ihr sehr derbes Exoskelett und ihr Einkugelungsvermögen geschützt.